# Stages (ZZ Top)
Stages è un singolo del gruppo musicale statunitense ZZ Top, pubblicato nel 1986 ed estratto dall'album Afterburner.

## Tracce
- 7"

1. Stages – 3:32
2. Can't Stop Rockin' – 3:01

## Formazione
- Billy Gibbons – chitarra, voce
- Dusty Hill – basso, cori
- Frank Beard – batteria, cori